# Liste der Großsteingräber in Schweden
Die Liste der Großsteingräber in Schweden umfasst alle bekannten Großsteingräber (jedoch keine Steinkisten) auf dem Staatsgebiet Schwedens.

## Liste der Gräber
| RAÄ  | Grab                              | Ort                          | Län               | Landskap      | Typ        | Anmerkungen                                     | Bild                              |
| ---- | --------------------------------- | ---------------------------- | ----------------- | ------------- | ---------- | ----------------------------------------------- | --------------------------------- |
| 88   | Großsteingrab Årstad              | Falkenberg, Årstad           | Hallands län      | Halland       |            |                                                 |                                   |
| 425  | Großsteingrab Askum               | Sotenäs, Askum               | Västra Götaland   | Bohuslän      | Dolmen     |                                                 |                                   |
| 19   | Großsteingrab Åsle 1              | Falköping, Åsle              | Västra Götaland   | Västergötland | Ganggrab   |                                                 |                                   |
| 20   | Großsteingrab Åsle 2              | Falköping, Åsle              | Västra Götaland   | Västergötland | Ganggrab   |                                                 |                                   |
| 21   | Großsteingrab Åsle 3              | Falköping, Åsle              | Västra Götaland   | Västergötland | Ganggrab   |                                                 |                                   |
| 23   | Großsteingrab Åsle 4              | Falköping, Åsle              | Västra Götaland   | Västergötland | Ganggrab   |                                                 |                                   |
| 33   | Großsteingrab Åsle 5              | Falköping, Åsle              | Västra Götaland   | Västergötland | Ganggrab   |                                                 |                                   |
| 34   | Großsteingrab Åsle 6              | Falköping, Åsle              | Västra Götaland   | Västergötland | Ganggrab   | bei Bägerfeld nicht verzeichnet                 |                                   |
| 8    | Großsteingrab Asmundstorp         | Landskrona, Asmundstorp      | Skåne län         | Skåne         | Dolmen     |                                                 |                                   |
| 5    | Großsteingrab Äspö 1              | Trelleborg, Äspö             | Skåne län         | Skåne         |            |                                                 |                                   |
| –    | Großsteingrab Äspö 2              | Trelleborg, Äspö             | Skåne län         | Skåne         |            |                                                 |                                   |
| –    | Großsteingrab Äspö 3              | Trelleborg, Äspö             | Skåne län         | Skåne         |            |                                                 |                                   |
| 34   | Großsteingrab Äspö 4              | Trelleborg, Äspö             | Skåne län         | Skåne         | Dolmen     | bei Bägerfeldt nicht verzeichnet                |                                   |
| 7    | Großsteingrab Balkåkra            | Ystad, Balkåkra              | Skåne län         | Skåne         |            | Im RAÄ als Steinsetzung geführt                 |                                   |
| 3    | Großsteingrab Barsebäk 1          | Kävlinge, Barsebäk           | Skåne län         | Skåne         | Ganggrab   |                                                 |                                   |
| 12   | Großsteingrab Barsebäk 2          | Kävlinge, Barsebäk           | Skåne län         | Skåne         | Ganggrab   |                                                 | Großsteingrab Barsebäk 2          |
| 1    | Großsteingrab Bårslöv             | Helsingborg, Bårslöv         | Skåne län         | Skåne         | Dolmen     |                                                 |                                   |
| 190  | Großsteingrab Björlanda           | Göteborg, Björlanda          | Västra Götaland   | Bohuslän      | Ganggrab   |                                                 | Großsteingrab Björlanda           |
| 2    | Großsteingrab Bodarp 1            | Trelleborg, Bodarp           | Skåne län         | Skåne         | Dolmen     |                                                 |                                   |
| 3    | Großsteingrab Bodarp 2            | Trelleborg, Bodarp           | Skåne län         | Skåne         | Ganggrab   |                                                 |                                   |
| 4    | Großsteingrab Bodarp 3            | Trelleborg, Bodarp           | Skåne län         | Skåne         | Dolmen     | bei Bägerfeldt nicht verzeichnet                |                                   |
| 9a   | Großsteingrab Bodarp 4            | Trelleborg, Bodarp           | Skåne län         | Skåne         | Dolmen     |                                                 |                                   |
| 9b   | Großsteingrab Bodarp 5            | Trelleborg, Bodarp           | Skåne län         | Skåne         | Dolmen     |                                                 |                                   |
| 20   | Großsteingrab Bokenäs 1           | Uddevalla, Bokenäs           | Västra Götaland   | Bohuslän      | Dolmen     |                                                 |                                   |
| 22   | Großsteingrab Bokenäs 2           | Uddevalla, Bokenäs           | Västra Götaland   | Bohuslän      | Dolmen     |                                                 |                                   |
| 24   | Großsteingrab Bokenäs 3           | Uddevalla, Bokenäs           | Västra Götaland   | Bohuslän      | Ganggrab   |                                                 |                                   |
| 43   | Großsteingrab Bokenäs 4           | Uddevalla, Bokenäs           | Västra Götaland   | Bohuslän      | Ganggrab   |                                                 | Großsteingrab Bokenäs 4           |
| 77   | Großsteingrab Bokenäs 5           | Uddevalla, Bokenäs           | Västra Götaland   | Bohuslän      | Ganggrab   |                                                 |                                   |
| 124  | Großsteingrab Bokenäs 6           | Uddevalla, Bokenäs           | Västra Götaland   | Bohuslän      | Ganggrab   |                                                 |                                   |
| 29   | Großsteingrab Bolum 1             | Falköping, Bolum             | Västra Götaland   | Västergötland | Ganggrab   |                                                 |                                   |
| 59   | Großsteingrab Bolum 2             | Falköping, Bolum             | Västra Götaland   | Västergötland | Ganggrab   |                                                 |                                   |
| 4    | Großsteingrab Borgunda 1          | Falköping, Borgunda          | Västra Götaland   | Västergötland | Ganggrab   |                                                 |                                   |
| 29   | Großsteingrab Borgunda 2          | Falköping, Borgunda          | Västra Götaland   | Västergötland | Ganggrab   | bei Bägerfeldt nicht verzeichnet                |                                   |
| 4    | Großsteingrab Börrby              | Simrishamn, Börrby           | Skåne län         | Skåne         | Ganggrab   |                                                 | Großsteingrab Börrby              |
| 12   | Dolmen von Bosjökloster           | Höör, Norra Nöbberlöv        | Skåne län         | Skåne         | Dolmen     |                                                 | Großsteingrab Bosjökloster        |
| 141  | Großsteingrab Bottna 1            | Tanum, Bottna                | Västra Götaland   | Bohuslän      | Dolmen     |                                                 | Großsteingrab Bottna 1            |
| 150  | Großsteingrab Bottna 2            | Tanum, Svenneby              | Västra Götaland   | Bohuslän      | Dolmen     |                                                 |                                   |
| 91   | Großsteingrab Brastad 1           | Lysekil, Brastad             | Västra Götaland   | Bohuslän      | Ganggrab   |                                                 |                                   |
| 134a | Großsteingrab Brastad 2           | Lysekil, Brastad             | Västra Götaland   | Bohuslän      | Dolmen     |                                                 |                                   |
| 134b | Großsteingrab Brastad 3           | Lysekil, Brastad             | Västra Götaland   | Bohuslän      | Ganggrab   |                                                 |                                   |
| 109  | Großsteingrab Bro 1               | Lysekil, Bro                 | Västra Götaland   | Bohuslän      | Steinkiste |                                                 |                                   |
| 156  | Großsteingrab Bro 2               | Lysekil, Bro                 | Västra Götaland   | Bohuslän      | Ganggrab   |                                                 |                                   |
| 14   | Großsteingrab Brunnhem            | Falköping, Brunnhem          | Västra Götaland   | Västergötland | Ganggrab   |                                                 |                                   |
| 22   | Großsteingrab Burlöv 1            | Burlöv, Burlöv               | Skåne län         | Skåne         | Ganggrab   |                                                 |                                   |
| 43   | Großsteingrab Burlöv 2            | Burlöv, Burlöv               | Skåne län         | Skåne         | Dolmen     | bei Bägerfeldt nicht verzeichnet                |                                   |
| 44   | Großsteingrab Burlöv 3            | Burlöv, Burlöv               | Skåne län         | Skåne         | Dolmen     | bei Bägerfeldt nicht verzeichnet                |                                   |
| 2    | Großsteingrab Dagstorp 1          | Kävlinge, Dagstorp           | Skåne län         | Skåne         | Ganggrab   |                                                 |                                   |
| 23   | Großsteingrab Dagstorp 2          | Kävlinge, Dagstorp           | Skåne län         | Skåne         | Dolmen     | bei Bägerfeldt nicht verzeichnet                |                                   |
| 20   | Großsteingrab Dala 1              | Falköping, Dala              | Västra Götaland   | Västergötland | Ganggrab   |                                                 |                                   |
| 50   | Großsteingrab Dala 2              | Falköping, Dala              | Västra Götaland   | Västergötland | Ganggrab   |                                                 |                                   |
| 66   | Großsteingrab Dala 3              | Falköping, Dala              | Västra Götaland   | Västergötland | Ganggrab   |                                                 |                                   |
| 75   | Großsteingrab Dala 4              | Falköping, Dala              | Västra Götaland   | Västergötland | Ganggrab   |                                                 |                                   |
| 85   | Großsteingrab Dala 5              | Falköping, Dala              | Västra Götaland   | Västergötland | Ganggrab   |                                                 |                                   |
| 86   | Großsteingrab Dala 6              | Falköping, Dala              | Västra Götaland   | Västergötland | Ganggrab   |                                                 |                                   |
| 92   | Großsteingrab Dala 7              | Falköping, Dala              | Västra Götaland   | Västergötland | Ganggrab   |                                                 |                                   |
| 94   | Großsteingrab Dala 8              | Falköping, Dala              | Västra Götaland   | Västergötland | Ganggrab   |                                                 |                                   |
| 3    | Großsteingrab Dimbo 1             | Tidaholm, Dimbo              | Västra Götaland   | Västergötland | Ganggrab   |                                                 |                                   |
| 15   | Großsteingrab Dimbo 2             | Tidaholm, Dimbo              | Västra Götaland   | Västergötland | Ganggrab   |                                                 |                                   |
| 21   | Großsteingrab Dimbo 3             | Tidaholm, Dimbo              | Västra Götaland   | Västergötland | Ganggrab   |                                                 |                                   |
| 23   | Großsteingrab Dimbo 4             | Tidaholm, Dimbo              | Västra Götaland   | Västergötland | Ganggrab   |                                                 |                                   |
| 30   | Großsteingrab Dimbo 5             | Tidaholm, Dimbo              | Västra Götaland   | Västergötland | Ganggrab   |                                                 |                                   |
| 45   | Großsteingrab Dimbo 6             | Tidaholm, Dimbo              | Västra Götaland   | Västergötland | Ganggrab   |                                                 |                                   |
| –    | Großsteingrab Dimbo 7             | Tidaholm, Dimbo              | Västra Götaland   | Västergötland | Ganggrab   |                                                 |                                   |
| 48   | Großsteingrab Eldsberga           | Halmstad, Eldsberga          | Hallands län      | Halland       | Ganggrab   |                                                 |                                   |
| 1    | Großsteingrab Eskilstorp 1        | Vellinge, Eskilstorp         | Skåne län         | Skåne         | Dolmen     |                                                 | Großsteingrab Eskilstorp 1        |
| –    | Großsteingrab Eskilstorp 2        | Vellinge, Eskilstorp         | Skåne län         | Skåne         |            |                                                 |                                   |
| 1    | Großsteingrab Falköpings stad 1   | Falköping, Falköping         | Västra Götaland   | Västergötland | Ganggrab   |                                                 |                                   |
| 2    | Großsteingrab Falköpings stad 2   | Falköping, Falköping         | Västra Götaland   | Västergötland | Ganggrab   |                                                 |                                   |
| 3    | Großsteingrab Falköpings stad 3   | Falköping, Falköping         | Västra Götaland   | Västergötland | Ganggrab   |                                                 | Großsteingrab Falköping stad 3    |
| 4    | Großsteingrab Falköpings stad 4   | Falköping, Falköping         | Västra Götaland   | Västergötland | Ganggrab   |                                                 | Großsteingrab Falköpings stad 4   |
| 7    | Großsteingrab Falköpings stad 5   | Falköping, Falköping         | Västra Götaland   | Västergötland | Ganggrab   |                                                 |                                   |
| 8    | Großsteingrab Falköpings stad 6   | Falköping, Falköping         | Västra Götaland   | Västergötland | Ganggrab   |                                                 | Großsteingrab Falköpings stad 6   |
| 9    | Großsteingrab Falköpings stad 7   | Falköping, Falköping         | Västra Götaland   | Västergötland | Ganggrab   |                                                 | Großsteingrab Falköpings stad 7   |
| 11   | Großsteingrab Falköpings stad 8   | Falköping, Falköping         | Västra Götaland   | Västergötland | Ganggrab   |                                                 | Großsteingrab Falköping 8         |
| 12   | Großsteingrab Falköpings stad 9   | Falköping, Falköping         | Västra Götaland   | Västergötland | Ganggrab   |                                                 | Großsteingrab Falköpings stad 9   |
| 14   | Großsteingrab Falköpings stad 10  | Falköping, Falköping         | Västra Götaland   | Västergötland | Ganggrab   |                                                 |                                   |
| 18   | Großsteingrab Falköpings stad 11  | Falköping, Falköping         | Västra Götaland   | Västergötland | Ganggrab   |                                                 | Großsteingrab Falköpings stad 11  |
| 19   | Großsteingrab Falköpings stad 12  | Falköping, Falköping         | Västra Götaland   | Västergötland | Ganggrab   |                                                 | Großsteingrab Falköpings stad 12  |
| 24   | Großsteingrab Falköpings stad 13  | Falköping, Falköping         | Västra Götaland   | Västergötland | Ganggrab   |                                                 | Großsteingrab Falköpings stad 13  |
| 25   | Großsteingrab Falköpings stad 14  | Falköping, Falköping         | Västra Götaland   | Västergötland |            | Im RAÄ als Steinsetzung geführt                 |                                   |
| 28   | Großsteingrab Falköpings stad 15  | Falköping, Falköping         | Västra Götaland   | Västergötland | Ganggrab   |                                                 | Großsteingrab Falköpings stad 15  |
| 1    | Großsteingrab Falköpings östra 1  | Falköping, Falköping         | Västra Götaland   | Västergötland | Ganggrab   |                                                 | Großsteingrab Falköping 1         |
| 5    | Großsteingrab Falköpings östra 2  | Falköping, Falköping         | Västra Götaland   | Västergötland | Ganggrab   |                                                 |                                   |
| 6    | Großsteingrab Falköpings östra 3  | Falköping, Falköping         | Västra Götaland   | Västergötland | Ganggrab   |                                                 |                                   |
| 8    | Großsteingrab Falköpings östra 4  | Falköping, Falköping         | Västra Götaland   | Västergötland | Ganggrab   |                                                 |                                   |
| 13   | Großsteingrab Falköpings östra 5  | Falköping, Falköping         | Västra Götaland   | Västergötland | Ganggrab   |                                                 |                                   |
| 14   | Großsteingrab Falköpings östra 6  | Falköping, Falköping         | Västra Götaland   | Västergötland | Ganggrab   |                                                 |                                   |
| 100  | Großsteingrab Falköpings östra 7  | Falköping, Falköping         | Västra Götaland   | Västergötland | Ganggrab   |                                                 |                                   |
| 101  | Großsteingrab Falköpings östra 8  | Falköping, Falköping         | Västra Götaland   | Västergötland | Ganggrab   |                                                 |                                   |
| 2    | Großsteingrab Falköpings västra 1 | Falköping, Falköping         | Västra Götaland   | Västergötland | Ganggrab   |                                                 | Großsteingrab Falköpings västra 1 |
| 4    | Großsteingrab Falköpings västra 2 | Falköping, Falköping         | Västra Götaland   | Västergötland | Ganggrab   |                                                 | Großsteingrab Falköpings västra 2 |
| 5    | Großsteingrab Falköpings västra 3 | Falköping, Falköping         | Västra Götaland   | Västergötland | Ganggrab   |                                                 | Großsteingrab Falköpings västra 3 |
| 7    | Großsteingrab Falköpings västra 4 | Falköping, Falköping         | Västra Götaland   | Västergötland | Ganggrab   |                                                 | Großsteingrab Falköpings västra 4 |
| 12   | Großsteingrab Falköpings västra 5 | Falköping, Falköping         | Västra Götaland   | Västergötland | Ganggrab   |                                                 |                                   |
| 13   | Großsteingrab Falköpings västra 6 | Falköping, Falköping         | Västra Götaland   | Västergötland |            | Im RAÄ als Steinsetzung geführt                 |                                   |
| 14   | Großsteingrab Falköpings västra 7 | Falköping, Falköping         | Västra Götaland   | Västergötland | Ganggrab   |                                                 |                                   |
| 24   | Großsteingrab Falköpings västra 8 | Falköping, Falköping         | Västra Götaland   | Västergötland | Ganggrab   | bei Bägerfeldt nicht verzeichnet                |                                   |
| 7    | Großsteingrab Fjälkestad 1        | Kristianstad, Fjälkestad     | Skåne län         | Skåne         | Dolmen     |                                                 |                                   |
| 80   | Großsteingrab Fjälkestad 2        | Kristianstad, Fjälkestad     | Skåne län         | Skåne         |            |                                                 |                                   |
| 7    | Großsteingrab Fjälkinge 1         | Kristianstad, Fjälkinge      | Skåne län         | Skåne         | Ganggrab   |                                                 |                                   |
| 12   | Großsteingrab Fjälkinge 2         | Kristianstad, Fjälkinge      | Skåne län         | Skåne         | Ganggrab   |                                                 |                                   |
| 41a  | Großsteingrab Fjärås 1            | Kungsbacka, Fjärås           | Hallands län      | Halland       | Ganggrab   |                                                 |                                   |
| 41b  | Großsteingrab Fjärås 2            | Kungsbacka, Fjärås           | Hallands län      | Halland       | Ganggrab   |                                                 |                                   |
| 2    | Großsteingrab Fjärestad 1         | Helsingborg, Fjärestad       | Skåne län         | Skåne         | Dolmen     |                                                 | Großsteingrab Fjärestad 1         |
| 5    | Großsteingrab Fjärestad 2         | Helsingborg, Fjärestad       | Skåne län         | Skåne         | Ganggrab   |                                                 |                                   |
| 1    | Großsteingrab Fjelie              | Lomma, Fjelie                | Skåne län         | Skåne         | Ganggrab   |                                                 |                                   |
| 41   | Großsteingrab Forshälla           | Uddevalla, Forshälla         | Västra Götaland   | Bohuslän      | Dolmen     |                                                 |                                   |
| 17   | Großsteingrab Fosie               | Malmö, Söder (ehem. Fosie)   | Skåne län         | Skåne         | Dolmen     |                                                 |                                   |
| 1    | Großsteingrab Friggeråker 1       | Falköping, Friggeråker       | Västra Götaland   | Västergötland | Ganggrab   |                                                 |                                   |
| 2    | Großsteingrab Friggeråker 2       | Falköping, Friggeråker       | Västra Götaland   | Västergötland | Ganggrab   |                                                 |                                   |
| 10   | Großsteingrab Friggeråker 3       | Falköping, Friggeråker       | Västra Götaland   | Västergötland | Ganggrab   | bei Bägerfeldt nicht verzeichnet                |                                   |
| 22   | Großsteingrab Friggeråker 4       | Falköping, Friggeråker       | Västra Götaland   | Västergötland | Ganggrab   |                                                 |                                   |
| 23   | Großsteingrab Friggeråker 5       | Falköping, Friggeråker       | Västra Götaland   | Västergötland | Ganggrab   |                                                 |                                   |
| 24   | Großsteingrab Friggeråker 6       | Falköping, Friggeråker       | Västra Götaland   | Västergötland | Ganggrab   | bei Bägerfeldt nicht verzeichnet                |                                   |
| 32   | Großsteingrab Friggeråker 7       | Falköping, Friggeråker       | Västra Götaland   | Västergötland | Ganggrab   |                                                 |                                   |
| –    | Großsteingrab Fru alstad          | Trelleborg, Fru alstad       | Skåne län         | Skåne         |            |                                                 |                                   |
| 78   | Großsteingrab Gillberga           | Säffle, Gillberga            | Värmlands län     | Värmland      |            | Im RAÄ als Steinkiste geführt                   |                                   |
| 1    | Großsteingrab Gislöv 1            | Trelleborg, Gislöv           | Skåne län         | Skåne         | Dolmen     |                                                 |                                   |
| 3    | Großsteingrab Gislöv 2            | Trelleborg, Gislöv           | Skåne län         | Skåne         | Dolmen     |                                                 |                                   |
| 4    | Großsteingrab Gislöv 3            | Trelleborg, Gislöv           | Skåne län         | Skåne         | Dolmen     |                                                 |                                   |
| –    | Großsteingrab Gislöv 4            | Trelleborg, Gislöv           | Skåne län         | Skåne         | Dolmen     |                                                 |                                   |
| –    | Großsteingrab Gislöv 5            | Trelleborg, Gislöv           | Skåne län         | Skåne         | Dolmen     |                                                 |                                   |
| 8    | Großsteingrab Gladsax 1           | Simrishamn, Gladsax          | Skåne län         | Skåne         | Ganggrab   |                                                 |                                   |
| 9    | Großsteingrab Gladsax 2           | Simrishamn, Gladsax          | Skåne län         | Skåne         | Ganggrab   |                                                 |                                   |
| 42   | Großsteingrab Gladsax 3           | Simrishamn, Gladsax          | Skåne län         | Skåne         | Ganggrab   |                                                 |                                   |
| –    | Großsteingrab Gladsax 4           | Simrishamn, Gladsax          | Skåne län         | Skåne         | Ganggrab   |                                                 |                                   |
| –    | Großsteingrab Gladsax 5           | Simrishamn, Gladsax          | Skåne län         | Skåne         | Ganggrab   |                                                 |                                   |
| 3    | Großsteingrab Glumslöv 1          | Landskrona, Glumslöv         | Skåne län         | Skåne         | Dolmen     |                                                 |                                   |
| 4    | Großsteingrab Glumslöv 2          | Landskrona, Glumslöv         | Skåne län         | Skåne         | Ganggrab   | direkt an das Grab ist eine Steinkiste angebaut |                                   |
| 12a  | Großsteingrab Glumslöv 3          | Landskrona, Glumslöv         | Skåne län         | Skåne         | Ganggrab   |                                                 | Großsteingrab Glumslöv 3          |
| 12b  | Großsteingrab Glumslöv 4          | Landskrona, Glumslöv         | Skåne län         | Skåne         | Ganggrab   |                                                 |                                   |
| 5    | Großsteingrab Gökhem 1            | Falköping, Gökhem            | Västra Götaland   | Västergötland | Ganggrab   |                                                 | Großsteingrab Gökhem 1            |
| 12   | Großsteingrab Gökhem 2            | Falköping, Gökhem            | Västra Götaland   | Västergötland | Ganggrab   |                                                 |                                   |
| 13   | Großsteingrab Gökhem 3            | Falköping, Gökhem            | Västra Götaland   | Västergötland | Ganggrab   |                                                 |                                   |
| 14   | Großsteingrab Gökhem 4            | Falköping, Gökhem            | Västra Götaland   | Västergötland | Ganggrab   |                                                 | Großsteingrab Gökhem 4            |
| 16   | Großsteingrab Gökhem 5            | Falköping, Gökhem            | Västra Götaland   | Västergötland | Ganggrab   | bei Bägerfeldt nicht verzeichnet                |                                   |
| 17   | Großsteingrab Gökhem 6            | Falköping, Gökhem            | Västra Götaland   | Västergötland | Ganggrab   |                                                 |                                   |
| 18   | Großsteingrab Gökhem 7            | Falköping, Gökhem            | Västra Götaland   | Västergötland | Ganggrab   |                                                 |                                   |
| 19   | Großsteingrab Gökhem 8            | Falköping, Gökhem            | Västra Götaland   | Västergötland | Ganggrab   |                                                 | Großsteingrab Gökhem 8            |
| 26   | Großsteingrab Gökhem 9            | Falköping, Gökhem            | Västra Götaland   | Västergötland | Ganggrab   |                                                 |                                   |
| 29   | Großsteingrab Gökhem 10           | Falköping, Gökhem            | Västra Götaland   | Västergötland | Ganggrab   |                                                 |                                   |
| 31   | Großsteingrab Gökhem 11           | Falköping, Gökhem            | Västra Götaland   | Västergötland | Ganggrab   |                                                 |                                   |
| 61a  | Großsteingrab Gökhem 12           | Falköping, Gökhem            | Västra Götaland   | Västergötland | Ganggrab   |                                                 |                                   |
| 61b  | Großsteingrab Gökhem 13           | Falköping, Gökhem            | Västra Götaland   | Västergötland | Ganggrab   | bei Bägerfeldt nicht verzeichnet                |                                   |
| 70   | Großsteingrab Gökhem 14           | Falköping, Gökhem            | Västra Götaland   | Västergötland | Ganggrab   |                                                 | Großsteingrab Gökhem 14           |
| 71   | Großsteingrab Gökhem 15           | Falköping, Gökhem            | Västra Götaland   | Västergötland | Ganggrab   |                                                 | Großsteingrab Gökhem 15           |
| 72   | Großsteingrab Gökhem 16           | Falköping, Gökhem            | Västra Götaland   | Västergötland | Ganggrab   |                                                 |                                   |
| 77   | Großsteingrab Gökhem 17           | Falköping, Gökhem            | Västra Götaland   | Västergötland | Ganggrab   |                                                 | Großsteingrab Gökhem 17           |
| 78   | Großsteingrab Gökhem 18           | Falköping, Gökhem            | Västra Götaland   | Västergötland | Ganggrab   |                                                 | Großsteingrab Gökhem 18           |
| 79   | Großsteingrab Gökhem 19           | Falköping, Gökhem            | Västra Götaland   | Västergötland | Ganggrab   |                                                 |                                   |
| 81   | Großsteingrab Gökhem 20           | Falköping, Gökhem            | Västra Götaland   | Västergötland | Ganggrab   |                                                 | Großsteingrab Gökhem 20           |
| 90   | Großsteingrab Gökhem 21           | Falköping, Gökhem            | Västra Götaland   | Västergötland | Ganggrab   |                                                 |                                   |
| 94a  | Großsteingrab Gökhem 22           | Falköping, Gökhem            | Västra Götaland   | Västergötland | Ganggrab   | bei Bägerfeldt nicht verzeichnet                |                                   |
| 94b  | Großsteingrab Gökhem 23           | Falköping, Gökhem            | Västra Götaland   | Västergötland | Ganggrab   | bei Bägerfeldt nicht verzeichnet                |                                   |
| 8    | Großsteingrab Göteve 1            | Falköping, Göteve            | Västra Götaland   | Västergötland | Ganggrab   |                                                 |                                   |
| 29   | Großsteingrab Göteve 2            | Falköping, Göteve            | Västra Götaland   | Västergötland | Ganggrab   |                                                 |                                   |
| 275  | Großsteingrab Grödinge            | Botkyrka, Grödinge           | Stockholms län    | Södermanland  |            | Im RAÄ als Steinsetzung geführt                 |                                   |
| 84   | Großsteingrab Grolanda            | Falköping, Grolanda          | Västra Götaland   | Västergötland | Ganggrab   |                                                 |                                   |
| 5a   | Großsteingrab Gudhem 1            | Falköping, Gudhem            | Västra Götaland   | Västergötland | Ganggrab   |                                                 |                                   |
| 5b   | Großsteingrab Gudhem 2            | Falköping, Gudhem            | Västra Götaland   | Västergötland | Ganggrab   |                                                 |                                   |
| 7    | Großsteingrab Gudhem 3            | Falköping, Gudhem            | Västra Götaland   | Västergötland | Ganggrab   |                                                 |                                   |
| 8    | Großsteingrab Gudhem 4            | Falköping, Gudhem            | Västra Götaland   | Västergötland | Ganggrab   |                                                 |                                   |
| 19   | Großsteingrab Gudhem 5            | Falköping, Gudhem            | Västra Götaland   | Västergötland | Ganggrab   |                                                 |                                   |
| 25   | Großsteingrab Gudhem 6            | Falköping, Gudhem            | Västra Götaland   | Västergötland | Ganggrab   |                                                 |                                   |
| 258  | Großsteingrab Gudhem 7            | Falköping, Gudhem            | Västra Götaland   | Västergötland | Ganggrab   |                                                 |                                   |
| 4    | Großsteingrab Gustav Adolf 1      | Kristianstad, Gustav Adolf   | Skåne län         | Skåne         | Dolmen     |                                                 | Großsteingrab Gustav Adolf 1      |
| 5    | Großsteingrab Gustav Adolf 2      | Kristianstad, Gustav Adolf   | Skåne län         | Skåne         | Dolmen     |                                                 |                                   |
| 2a   | Großsteingrab Hammarlöv 1a        | Trelleborg, Hammarlöv        | Skåne län         | Skåne         | Ganggrab   | Doppelgrab                                      | Großsteingrab Hammarlöv           |
| 2b   | Großsteingrab Hammarlöv 1b        | Trelleborg, Hammarlöv        | Skåne län         | Skåne         | Ganggrab   | Doppelgrab                                      | Großsteingrab Hammarlöv           |
| 2    | Großsteingrab Hammenhög           | Simrishamn, Hammenhög        | Skåne län         | Skåne         | Ganggrab   |                                                 |                                   |
| 2    | Großsteingrab Hångsdala 1         | Tidaholm, Hångsdala          | Västra Götaland   | Västergötland | Ganggrab   |                                                 |                                   |
| 11   | Großsteingrab Hångsdala 2         | Tidaholm, Hångsdala          | Västra Götaland   | Västergötland | Ganggrab   |                                                 |                                   |
| 14   | Großsteingrab Hångsdala 3         | Tidaholm, Hångsdala          | Västra Götaland   | Västergötland | Ganggrab   |                                                 |                                   |
| 15   | Großsteingrab Hångsdala 4         | Tidaholm, Hångsdala          | Västra Götaland   | Västergötland | Ganggrab   |                                                 |                                   |
| 18   | Großsteingrab Hångsdala 5         | Tidaholm, Hångsdala          | Västra Götaland   | Västergötland | Ganggrab   |                                                 |                                   |
| 21   | Großsteingrab Hångsdala 6         | Tidaholm, Hångsdala          | Västra Götaland   | Västergötland | Ganggrab   |                                                 |                                   |
| 22   | Großsteingrab Hångsdala 7         | Tidaholm, Hångsdala          | Västra Götaland   | Västergötland | Ganggrab   |                                                 |                                   |
| 25   | Großsteingrab Hångsdala 8         | Tidaholm, Hångsdala          | Västra Götaland   | Västergötland | Ganggrab   |                                                 |                                   |
| 26   | Großsteingrab Hångsdala 9         | Tidaholm, Hångsdala          | Västra Götaland   | Västergötland | Ganggrab   |                                                 |                                   |
| 45   | Großsteingrab Hångsdala 10        | Tidaholm, Hångsdala          | Västra Götaland   | Västergötland | Ganggrab   | bei Bägerfeldt nicht verzeichnet                |                                   |
| –    | Großsteingrab Härslöv 1           | Landskrona, Härslöv          | Skåne län         | Skåne         | Dolmen     |                                                 |                                   |
| –    | Großsteingrab Härslöv 2           | Landskrona, Härslöv          | Skåne län         | Skåne         | Dolmen     |                                                 |                                   |
| 134  | Großsteingrab Härslöv 3           | Landskrona, Härslöv          | Skåne län         | Skåne         | Dolmen     | bei Bägerfeldt nicht verzeichnet                |                                   |
| 3    | Großsteingrab Håslöv 1            | Vellinge, Håslöv             | Skåne län         | Skåne         | Ganggrab   |                                                 |                                   |
| 4    | Großsteingrab Håslöv 2            | Vellinge, Håslöv             | Skåne län         | Skåne         | Dolmen     | bei Bägerfeldt nicht verzeichnet                |                                   |
| 9    | Großsteingrab Håslöv 3            | Vellinge, Håslöv             | Skåne län         | Skåne         | Dolmen     | bei Bägerfeldt nicht verzeichnet                |                                   |
| 47   | Großsteingrab Håslöv 4            | Vellinge, Håslöv             | Skåne län         | Skåne         | Dolmen     | bei Bägerfeldt nicht verzeichnet                |                                   |
| 53   | Großsteingrab Håslöv 5            | Vellinge, Håslöv             | Skåne län         | Skåne         | Dolmen     | bei Bägerfeldt nicht verzeichnet                |                                   |
| 13   | Großsteingrab Hemmesdynge         | Trelleborg, Hemmesdynge      | Skåne län         | Skåne         | Dolmen     |                                                 |                                   |
| 1    | Großsteingrab Hofterup            | Kävlinge, Hofterup           | Skåne län         | Skåne         | Dolmen     |                                                 | Großsteingrab Hofterup            |
| 2    | Großsteingrab Hög 1               | Kävlinge, Hög                | Skåne län         | Skåne         | Ganggrab   |                                                 | Großsteingrab Hög 1               |
| 23   | Großsteingrab Hög 2               | Kävlinge, Hög                | Skåne län         | Skåne         | Dolmen     | bei Bägerfeldt nicht verzeichnet                |                                   |
| 7    | Großsteingrab Högås               | Uddevalla, Högås             | Västra Götaland   | Bohuslän      | Dolmen     |                                                 |                                   |
| 100  | Großsteingrab Hogdal 1            | Strömstad, Hogdal            | Västra Götaland   | Bohuslän      | Dolmen     |                                                 |                                   |
| 111  | Großsteingrab Hogdal 2            | Strömstad, Hogdal            | Västra Götaland   | Bohuslän      | Dolmen     |                                                 |                                   |
| 3    | Großsteingrab Högstena 1          | Falköping, Högstena          | Västra Götaland   | Västergötland | Ganggrab   |                                                 |                                   |
| 6    | Großsteingrab Högstena 2          | Falköping, Högstena          | Västra Götaland   | Västergötland | Ganggrab   |                                                 |                                   |
| 7    | Großsteingrab Högstena 3          | Falköping, Högstena          | Västra Götaland   | Västergötland | Ganggrab   |                                                 |                                   |
| 8    | Großsteingrab Högstena 4          | Falköping, Högstena          | Västra Götaland   | Västergötland | Ganggrab   |                                                 |                                   |
| 9    | Großsteingrab Högstena 5          | Falköping, Högstena          | Västra Götaland   | Västergötland | Ganggrab   |                                                 |                                   |
| 11   | Großsteingrab Högstena 6          | Falköping, Högstena          | Västra Götaland   | Västergötland | Ganggrab   |                                                 |                                   |
| 13   | Großsteingrab Högstena 7          | Falköping, Högstena          | Västra Götaland   | Västergötland | Ganggrab   |                                                 |                                   |
| 14   | Großsteingrab Högstena 8          | Falköping, Högstena          | Västra Götaland   | Västergötland | Ganggrab   |                                                 |                                   |
| 18   | Großsteingrab Högstena 9          | Falköping, Högstena          | Västra Götaland   | Västergötland | Ganggrab   |                                                 |                                   |
| 19   | Großsteingrab Högstena 10         | Falköping, Högstena          | Västra Götaland   | Västergötland | Ganggrab   |                                                 |                                   |
| 20   | Großsteingrab Högstena 11         | Falköping, Högstena          | Västra Götaland   | Västergötland | Ganggrab   |                                                 |                                   |
| 23   | Großsteingrab Högstena 12         | Falköping, Högstena          | Västra Götaland   | Västergötland | Ganggrab   |                                                 |                                   |
| 22   | Großsteingrab Hornborga 1         | Falköping, Hornborga         | Västra Götaland   | Västergötland | Ganggrab   |                                                 | Großsteingrab Hornborga 1         |
| 29   | Großsteingrab Hornborga 2         | Falköping, Hornborga         | Västra Götaland   | Västergötland | Ganggrab   |                                                 | Großsteingrab Hornborga 2         |
| 31   | Großsteingrab Hornborga 3         | Falköping, Hornborga         | Västra Götaland   | Västergötland | Ganggrab   |                                                 | Großsteingrab Hornborga 3         |
| 34   | Großsteingrab Hornborga 4         | Falköping, Hornborga         | Västra Götaland   | Västergötland | Ganggrab   |                                                 | Großsteingrab Hornborga 4         |
| 47   | Großsteingrab Hornborga 5         | Falköping, Hornborga         | Västra Götaland   | Västergötland | Ganggrab   |                                                 |                                   |
| 53   | Großsteingrab Hornborga 6         | Falköping, Hornborga         | Västra Götaland   | Västergötland | Ganggrab   |                                                 |                                   |
| 72   | Großsteingrab Hornborga 7         | Falköping, Hornborga         | Västra Götaland   | Västergötland | Ganggrab   |                                                 |                                   |
| 7    | Großsteingrab Hörup               | Ystad, Hörup                 | Skåne län         | Skåne         | Ganggrab   |                                                 |                                   |
| –    | Großsteingrab Husie               | Malmö, Öster (ehem. Husie)   | Skåne län         | Skåne         | Dolmen     |                                                 |                                   |
| 3    | Großsteingrab Hyby 1              | Svedala, Hyby                | Skåne län         | Skåne         | Ganggrab   |                                                 |                                   |
| 35   | Großsteingrab Hyby 2              | Svedala, Hyby                | Skåne län         | Skåne         | Dolmen     | bei Bägerfeldt nicht verzeichnet                |                                   |
| 25   | Großsteingrab Hyllie              | Malmö, Väster (ehem. Hyllie) | Skåne län         | Skåne         | Dolmen     | bei Bägerfeldt nicht verzeichnet                |                                   |
| 10   | Großsteingrab Ingelstorp          | Ystad, Ingelstorp            | Skåne län         | Skåne         | Ganggrab   |                                                 | Großsteingrab Ingelstorp          |
| 7    | Großsteingrab Järrestad 1         | Simrishamn, Järrestad        | Skåne län         | Skåne         | Dolmen     |                                                 | Großsteingrab Järrestad 1         |
| 12   | Großsteingrab Järrestad 2         | Simrishamn, Järrestad        | Skåne län         | Skåne         | Ganggrab   |                                                 |                                   |
| 120  | Großsteingrab Jörlanda            | Stenungsund, Jörlanda        | Västra Götaland   | Bohuslän      | Dolmen     |                                                 |                                   |
| –    | Großsteingrab Kälvene             | Falköping, Kälvene           | Västra Götaland   | Västergötland | Ganggrab   |                                                 |                                   |
| 3    | Großsteingrab Karleby 1           | Falköping, Karleby           | Västra Götaland   | Västergötland | Ganggrab   |                                                 | Großsteingrab Karleby 1           |
| 35   | Großsteingrab Karleby 2           | Falköping, Karleby           | Västra Götaland   | Västergötland | Ganggrab   |                                                 | Großsteingrab Karleby 2           |
| 36   | Großsteingrab Karleby 3           | Falköping, Karleby           | Västra Götaland   | Västergötland | Ganggrab   |                                                 |                                   |
| 37   | Großsteingrab Karleby 4           | Falköping, Karleby           | Västra Götaland   | Västergötland | Ganggrab   |                                                 |                                   |
| 55   | Großsteingrab Karleby 5           | Falköping, Karleby           | Västra Götaland   | Västergötland | Ganggrab   |                                                 |                                   |
| 57   | Großsteingrab Karleby 6           | Falköping, Karleby           | Västra Götaland   | Västergötland | Ganggrab   |                                                 | Großsteingrab Karleby 6           |
| 58   | Großsteingrab Karleby 7           | Falköping, Karleby           | Västra Götaland   | Västergötland | Ganggrab   |                                                 | Großsteingrab Karleby 7           |
| 59   | Großsteingrab Karleby 8           | Falköping, Karleby           | Västra Götaland   | Västergötland | Ganggrab   |                                                 | Großsteingrab Karleby 8           |
| 60   | Großsteingrab Karleby 9           | Falköping, Karleby           | Västra Götaland   | Västergötland | Ganggrab   |                                                 | Großsteingrab Karleby 9           |
| 76   | Großsteingrab Karleby 10          | Falköping, Karleby           | Västra Götaland   | Västergötland | Ganggrab   |                                                 | Großsteingrab Karleby 10          |
| 82   | Großsteingrab Karleby 11          | Falköping, Karleby           | Västra Götaland   | Västergötland | Ganggrab   |                                                 |                                   |
| 83   | Großsteingrab Karleby 12          | Falköping, Karleby           | Västra Götaland   | Västergötland | Ganggrab   |                                                 |                                   |
| 105  | Großsteingrab Karleby 13          | Falköping, Karleby           | Västra Götaland   | Västergötland | Ganggrab   |                                                 | Großsteingrab Karleby 13          |
| 1a   | Großsteingrab Kävlinge 1a         | Kävlinge, Kävlinge           | Skåne län         | Skåne         | Ganggrab   | Doppelgrab                                      |                                   |
| 1b   | Großsteingrab Kävlinge 1b         | Kävlinge, Kävlinge           | Skåne län         | Skåne         | Ganggrab   | Doppelgrab                                      |                                   |
| 3    | Großsteingrab Kinneved 1          | Falköping, Kinneved          | Västra Götaland   | Västergötland | Ganggrab   |                                                 |                                   |
| 5    | Großsteingrab Kinneved 2          | Falköping, Kinneved          | Västra Götaland   | Västergötland | Ganggrab   |                                                 |                                   |
| 14   | Großsteingrab Kinneved 3          | Falköping, Kinneved          | Västra Götaland   | Västergötland | Ganggrab   |                                                 |                                   |
| 15   | Großsteingrab Kinneved 4          | Falköping, Kinneved          | Västra Götaland   | Västergötland | Ganggrab   |                                                 |                                   |
| 19   | Großsteingrab Kinneved 5          | Falköping, Kinneved          | Västra Götaland   | Västergötland | Ganggrab   |                                                 |                                   |
| 21   | Großsteingrab Kinneved 6          | Falköping, Kinneved          | Västra Götaland   | Västergötland | Dolmen     |                                                 | Großsteingrab Kinneved 6          |
| 24   | Großsteingrab Kinneved 7          | Falköping, Kinneved          | Västra Götaland   | Västergötland | Ganggrab   |                                                 |                                   |
| 1    | Großsteingrab Klövedal            | Tjörn, Klövedal              | Västra Götaland   | Bohuslän      | Dolmen     |                                                 |                                   |
| 44   | Großsteingrab Kungslena 1         | Tidaholm, Kungslena          | Västra Götaland   | Västergötland | Ganggrab   |                                                 |                                   |
| 45   | Großsteingrab Kungslena 2         | Tidaholm, Kungslena          | Västra Götaland   | Västergötland | Ganggrab   |                                                 |                                   |
| 47   | Großsteingrab Kungslena 3         | Tidaholm, Kungslena          | Västra Götaland   | Västergötland | Ganggrab   |                                                 |                                   |
| 56   | Großsteingrab Kungslena 4         | Tidaholm, Kungslena          | Västra Götaland   | Västergötland | Ganggrab   |                                                 |                                   |
| 73   | Großsteingrab Kungslena 5         | Tidaholm, Kungslena          | Västra Götaland   | Västergötland | Ganggrab   | bei Bägerfeldt nicht verzeichnet                |                                   |
| 84   | Großsteingrab Kungslena 6         | Tidaholm, Kungslena          | Västra Götaland   | Västergötland | Ganggrab   | bei Bägerfeldt nicht verzeichnet                |                                   |
| 338  | Großsteingrab Kville 1            | Tanum, Kville                | Västra Götaland   | Bohuslän      | Dolmen     |                                                 |                                   |
| 383  | Großsteingrab Kville 2            | Tanum, Kville                | Västra Götaland   | Bohuslän      | Dolmen     |                                                 |                                   |
| 3    | Großsteingrab Kvistofta 1         | Helsingborg, Kvistofta       | Skåne län         | Skåne         | Ganggrab   |                                                 |                                   |
| 5    | Großsteingrab Kvistofta 2         | Helsingborg, Kvistofta       | Skåne län         | Skåne         | Ganggrab   |                                                 |                                   |
| 12   | Großsteingrab Kvistofta 3         | Helsingborg, Kvistofta       | Skåne län         | Skåne         | Ganggrab   |                                                 |                                   |
| 13   | Großsteingrab Kvistofta 4         | Helsingborg, Kvistofta       | Skåne län         | Skåne         | Ganggrab   |                                                 |                                   |
| 14   | Großsteingrab Kvistofta 5         | Helsingborg, Kvistofta       | Skåne län         | Skåne         | Dolmen     |                                                 | Großsteingrab Kvostofta 5         |
| 55   | Großsteingrab Kvistofta 6         | Helsingborg, Kvistofta       | Skåne län         | Skåne         | Dolmen     | bei Bägerfeldt nicht verzeichnet                |                                   |
| 3    | Großsteingrab Kymbo 1             | Tidaholm, Kymbo              | Västra Götaland   | Västergötland | Ganggrab   | bei Bägerfeldt nicht verzeichnet                |                                   |
| 4    | Großsteingrab Kymbo 2             | Tidaholm, Kymbo              | Västra Götaland   | Västergötland | Ganggrab   |                                                 |                                   |
| 7    | Großsteingrab Kymbo 3             | Tidaholm, Kymbo              | Västra Götaland   | Västergötland | Ganggrab   |                                                 |                                   |
| 1    | Großsteingrab Kyrkoköpinge 1      | Trelleborg, Kyrkoköpinge     | Skåne län         | Skåne         | Dolmen     |                                                 |                                   |
| 2a   | Großsteingrab Kyrkoköpinge 2      | Trelleborg, Kyrkoköpinge     | Skåne län         | Skåne         | Dolmen     |                                                 |                                   |
| 2b   | Großsteingrab Kyrkoköpinge 3      | Trelleborg, Kyrkoköpinge     | Skåne län         | Skåne         | Dolmen     | bei Bägerfeldt nicht verzeichnet                |                                   |
| 14   | Großsteingrab Lackalänga          | Kävlinge, Lackalänga         | Skåne län         | Skåne         | Ganggrab   |                                                 |                                   |
| 52   | Großsteingrab Laholm              | Laholm, Laholm               | Hallands län      | Halland       | Dolmen     |                                                 |                                   |
| 60   | Großsteingrab Långelanda 1        | Orust, Långelanda            | Västra Götaland   | Bohuslän      | Dolmen     |                                                 |                                   |
| 86   | Großsteingrab Långelanda 2        | Orust, Långelanda            | Västra Götaland   | Bohuslän      | Dolmen     |                                                 |                                   |
| 89   | Großsteingrab Långelanda 3        | Orust, Långelanda            | Västra Götaland   | Bohuslän      | Dolmen     |                                                 |                                   |
| 106  | Großsteingrab Långelanda 4        | Orust, Långelanda            | Västra Götaland   | Bohuslän      | Dolmen     |                                                 |                                   |
| –    | Großsteingrab Lilla Beddinge      | Trelleborg, Lilla Beddinge   | Skåne län         | Skåne         |            |                                                 |                                   |
| 1    | Großsteingrab Lilla Isie 1        | Trelleborg, Lilla Isie       | Skåne län         | Skåne         | Ganggrab   |                                                 | Großsteingrab Lilla Isie 1        |
| 18   | Großsteingrab Lilla Isie 2        | Trelleborg, Lilla Isie       | Skåne län         | Skåne         | Ganggrab   |                                                 |                                   |
| 92   | Großsteingrab Löddeköpinge        | Kävlinge, Löddeköpinge       | Skåne län         | Skåne         |            | Im RAÄ als Siedlungs- oder Lagerplatz geführt   |                                   |
| 18   | Großsteingrab Löderup 1           | Ystad, Löderup               | Skåne län         | Skåne         | Ganggrab   |                                                 | Großsteingrab Löderup 1           |
| 29   | Großsteingrab Löderup 2           | Ystad, Löderup               | Skåne län         | Skåne         | Ganggrab   |                                                 |                                   |
| 31   | Großsteingrab Löderup 3           | Ystad, Löderup               | Skåne län         | Skåne         | Ganggrab   |                                                 | Großsteingrab Löderup 3           |
| 46   | Großsteingrab Löderup 4           | Ystad, Löderup               | Skåne län         | Skåne         | Ganggrab   |                                                 |                                   |
| 43   | Großsteingrab Lur                 | Tanum, Lur                   | Västra Götaland   | Bohuslän      | Dolmen     |                                                 |                                   |
| 15   | Großsteingrab Luttra 1            | Falköping, Luttra            | Västra Götaland   | Västergötland | Ganggrab   |                                                 | Großsteingrab Luttra 1            |
| 16   | Großsteingrab Luttra 2            | Falköping, Luttra            | Västra Götaland   | Västergötland | Ganggrab   |                                                 | Großsteingrab Luttra 2            |
| 20   | Großsteingrab Luttra 3            | Falköping, Luttra            | Västra Götaland   | Västergötland | Ganggrab   |                                                 |                                   |
| 22   | Großsteingrab Luttra 4            | Falköping, Luttra            | Västra Götaland   | Västergötland | Ganggrab   |                                                 |                                   |
| 23   | Großsteingrab Luttra 5            | Falköping, Luttra            | Västra Götaland   | Västergötland | Ganggrab   |                                                 |                                   |
| 38   | Großsteingrab Luttra 6            | Falköping, Luttra            | Västra Götaland   | Västergötland | Ganggrab   | bei Bägerfeldt nicht verzeichnet                |                                   |
| 39   | Großsteingrab Luttra 7            | Falköping, Luttra            | Västra Götaland   | Västergötland | Ganggrab   | bei Bägerfeldt nicht verzeichnet                |                                   |
| –    | Großsteingrab Lyngby              | Lund, Lyngby                 | Skåne län         | Skåne         |            |                                                 |                                   |
| 7    | Großsteingrab Lyse 1              | Lysekil, Lyse                | Västra Götaland   | Bohuslän      | Ganggrab   |                                                 |                                   |
| 64   | Großsteingrab Lyse 2              | Lysekil, Lyse                | Västra Götaland   | Bohuslän      | Ganggrab   | bei Bägerfeldt nicht verzeichnet                | t                                 |
| 93   | Großsteingrab Lyse 3              | Lysekil, Lyse                | Västra Götaland   | Bohuslän      | Ganggrab   |                                                 |                                   |
| 165  | Großsteingrab Lyse 4              | Lysekil, Lyse                | Västra Götaland   | Bohuslän      | Dolmen     |                                                 |                                   |
| 192  | Großsteingrab Lyse 5              | Lysekil, Lyse                | Västra Götaland   | Bohuslän      | Dolmen     |                                                 |                                   |
| 285  | Großsteingrab Lyse 6              | Lysekil, Lyse                | Västra Götaland   | Bohuslän      | Ganggrab   |                                                 |                                   |
| 2    | Großsteingrab Marka 1             | Falköping, Marka             | Västra Götaland   | Västergötland | Ganggrab   |                                                 |                                   |
| 14   | Großsteingrab Marka 2             | Falköping, Marka             | Västra Götaland   | Västergötland |            | Im RAÄ als Steinsetzung geführt                 |                                   |
| 15   | Großsteingrab Marka 3             | Falköping, Marka             | Västra Götaland   | Västergötland | Ganggrab   |                                                 |                                   |
| 16   | Großsteingrab Marka 4             | Falköping, Marka             | Västra Götaland   | Västergötland | Ganggrab   |                                                 |                                   |
| 19   | Großsteingrab Marka 5             | Falköping, Marka             | Västra Götaland   | Västergötland | Ganggrab   |                                                 |                                   |
| 4    | Großsteingrab Mölleberga          | Staffanstorp, Mölleberga     | Skåne län         | Skåne         | Dolmen     |                                                 |                                   |
| 69   | Großsteingrab Morlanda 1          | Orust, Morlanda              | Västra Götaland   | Bohuslän      | Dolmen     |                                                 |                                   |
| 70   | Großsteingrab Morlanda 2          | Orust, Morlanda              | Västra Götaland   | Bohuslän      | Dolmen     |                                                 |                                   |
| 266  | Großsteingrab Morlanda 3          | Orust, Morlanda              | Västra Götaland   | Bohuslän      | Dolmen     |                                                 |                                   |
| 267  | Großsteingrab Morlanda 4          | Orust, Morlanda              | Västra Götaland   | Bohuslän      | Dolmen     |                                                 |                                   |
| 327  | Großsteingrab Morlanda 5          | Orust, Morlanda              | Västra Götaland   | Bohuslän      | Dolmen     |                                                 |                                   |
| 346  | Großsteingrab Morlanda 6          | Orust, Morlanda              | Västra Götaland   | Bohuslän      |            |                                                 |                                   |
| 2    | Großsteingrab Näs 1               | Falköping, Näs               | Västra Götaland   | Västergötland | Ganggrab   |                                                 |                                   |
| 3    | Großsteingrab Näs 2               | Falköping, Näs               | Västra Götaland   | Västergötland | Ganggrab   |                                                 |                                   |
| 4    | Großsteingrab Näs 3               | Falköping, Näs               | Västra Götaland   | Västergötland |            | Im RAÄ als Grabhügel geführt                    |                                   |
| 7a   | Großsteingrab Näs 4               | Falköping, Näs               | Västra Götaland   | Västergötland | Ganggrab   |                                                 |                                   |
| 7b   | Großsteingrab Näs 5               | Falköping, Näs               | Västra Götaland   | Västergötland | Ganggrab   |                                                 |                                   |
| 2    | Großsteingrab Näs 5               | Falköping, Näs               | Västra Götaland   | Västergötland | Ganggrab   |                                                 |                                   |
| 26   | Großsteingrab Norra Lundby 1      | Skara, Norra Lundby          | Västra Götaland   | Västergötland | Ganggrab   |                                                 |                                   |
| 38a  | Großsteingrab Norra Lundby 2      | Skara, Norra Lundby          | Västra Götaland   | Västergötland | Ganggrab   |                                                 |                                   |
| 38b  | Großsteingrab Norra Lundby 3      | Skara, Norra Lundby          | Västra Götaland   | Västergötland | Ganggrab   |                                                 |                                   |
| 40   | Großsteingrab Norra Lundby 4      | Skara, Norra Lundby          | Västra Götaland   | Västergötland | Ganggrab   |                                                 |                                   |
| 41   | Großsteingrab Norra Lundby 5      | Skara, Norra Lundby          | Västra Götaland   | Västergötland | Ganggrab   |                                                 |                                   |
| 58   | Großsteingrab Norra Lundby 6      | Skara, Norra Lundby          | Västra Götaland   | Västergötland |            | Im RAÄ als steinsetzungsartige Struktur geführt |                                   |
| 66   | Großsteingrab Norra Lundby 7      | Skara, Norra Lundby          | Västra Götaland   | Västergötland | Ganggrab   |                                                 |                                   |
| 151  | Großsteingrab Norra Lundby 8      | Skara, Norra Lundby          | Västra Götaland   | Västergötland | Ganggrab   |                                                 |                                   |
| 1    | Großsteingrab Norra Nöbberlöv     | Lund, Norra Nöbberlöv        | Skåne län         | Skåne         | Dolmen     |                                                 |                                   |
| 63   | Großsteingrab Österslöv           | Kristianstad, Österslöv      | Skåne län         | Skåne         | Dolmen     |                                                 |                                   |
| 7    | Großsteingrab Östra Gerum         | Tidaholm, Östra Gerum        | Västra Götaland   | Västergötland | Ganggrab   |                                                 |                                   |
| 2    | Großsteingrab Östra Hoby 1        | Simrishamn, Östra Hoby       | Skåne län         | Skåne         | Ganggrab   |                                                 |                                   |
| 8    | Großsteingrab Östra Hoby 2        | Simrishamn, Östra Hoby       | Skåne län         | Skåne         | Dolmen     |                                                 |                                   |
| 4    | Großsteingrab Östra Tommarp       | Simrishamn, Östra Tommarp    | Skåne län         | Skåne         | Ganggrab   |                                                 |                                   |
| 21   | Großsteingrab Östra Torp 1        | Trelleborg, Östra Torp       | Skåne län         | Skåne         | Ganggrab   |                                                 |                                   |
| 22a  | Großsteingrab Östra Torp 2a       | Trelleborg, Östra Torp       | Skåne län         | Skåne         | Ganggrab   | Doppelgrab                                      | Großsteingrab Östra Torp 2        |
| 22b  | Großsteingrab Östra Torp 2b       | Trelleborg, Östra Torp       | Skåne län         | Skåne         | Ganggrab   | Doppelgrab                                      | Großsteingrab Östra Torp 2        |
| –    | Großsteingrab Östra Torp 3        | Trelleborg, Östra Torp       | Skåne län         | Skåne         |            |                                                 |                                   |
| –    | Großsteingrab Östra Torp 4        | Trelleborg, Östra Torp       | Skåne län         | Skåne         |            |                                                 |                                   |
| –    | Großsteingrab Östra Torp 5        | Trelleborg, Östra Torp       | Skåne län         | Skåne         |            |                                                 |                                   |
| –    | Großsteingrab Östra Torp 6        | Trelleborg, Östra Torp       | Skåne län         | Skåne         |            |                                                 |                                   |
| –    | Großsteingrab Otterstad 1         | Lidköping, Otterstad         | Västra Götaland   | Västergötland |            |                                                 |                                   |
| –    | Großsteingrab Otterstad 2         | Lidköping, Otterstad         | Västra Götaland   | Västergötland |            |                                                 |                                   |
| –    | Großsteingrab Oxie                | Malmö, Oxie                  | Skåne län         | Skåne         |            |                                                 |                                   |
| –    | Großsteingrab Rackeby             | Lidköping, Rackeby           | Västra Götaland   | Västergötland |            |                                                 |                                   |
| 25   | Großsteingrab Ravlunda 1          | Simrishamn, Ravlunda         | Skåne län         | Skåne         | Dolmen     | bei Bägerfeldt nicht verzeichnet                |                                   |
| 26   | Großsteingrab Ravlunda 2          | Simrishamn, Ravlunda         | Skåne län         | Skåne         | Dolmen     |                                                 |                                   |
| 40   | Großsteingrab Ravlunda 3          | Simrishamn, Ravlunda         | Skåne län         | Skåne         | Dolmen     |                                                 | Großsteingrab Ravlunda 3          |
| 32   | Großsteingrab Resmo 1             | Mörbylånga, Resmo            | Kalmar län        | Öland         | Dolmen     |                                                 | Großsteingrab Resmo 1             |
| 81   | Großsteingrab Resmo 2             | Mörbylånga, Resmo            | Kalmar län        | Öland         | Ganggrab   |                                                 |                                   |
| 84   | Großsteingrab Resmo 3             | Mörbylånga, Resmo            | Kalmar län        | Öland         | Dolmen     |                                                 | Großsteingrab Resmo 3             |
| 85   | Großsteingrab Resmo 4             | Mörbylånga, Resmo            | Kalmar län        | Öland         | Ganggrab   |                                                 |                                   |
| 1    | Großsteingrab Risekatslösa        | Bjuv, Risekatslösa           | Skåne län         | Skåne         | Dolmen     |                                                 |                                   |
| 39a  | Großsteingrab Röra 1              | Orust, Röra                  | Västra Götaland   | Bohuslän      | Dolmen     |                                                 | Großsteingrab Röra 1              |
| 39b  | Großsteingrab Röra 2              | Orust, Röra                  | Västra Götaland   | Bohuslän      | Ganggrab   |                                                 | Großsteingrab Röra 2              |
| 39c  | Großsteingrab Röra 3              | Orust, Röra                  | Västra Götaland   | Bohuslän      |            |                                                 |                                   |
| 5    | Großsteingrab Rörum 1             | Simrishamn, Rörum            | Skåne län         | Skåne         | Dolmen     |                                                 |                                   |
| 8    | Großsteingrab Rörum 2             | Simrishamn, Rörum            | Skåne län         | Skåne         | Ganggrab   |                                                 | Großsteingrab Rörum 1             |
| 2    | Großsteingrab Sätuna 1            | Falköping, Sätuna            | Västra Götaland   | Västergötland | Ganggrab   |                                                 | Großsteingrab Rörum 2             |
| 12   | Großsteingrab Sätuna 2            | Falköping, Sätuna            | Västra Götaland   | Västergötland | Ganggrab   | bei Bägerfeldt nicht verzeichnet                |                                   |
| 22   | Großsteingrab Sätuna 3            | Falköping, Sätuna            | Västra Götaland   | Västergötland | Ganggrab   |                                                 |                                   |
| 30   | Großsteingrab Sätuna 4            | Falköping, Sätuna            | Västra Götaland   | Västergötland | Ganggrab   |                                                 |                                   |
| 57   | Großsteingrab Säve                | Göteborg, Säve               | Västra Götaland   | Bohuslän      | Dolmen     |                                                 | Großsteingrab von Säve            |
| 29   | Großsteingrab Segerstad 1         | Falköping, Segerstad         | Västra Götaland   | Västergötland | Ganggrab   |                                                 |                                   |
| 40   | Großsteingrab Segerstad 2         | Falköping, Segerstad         | Västra Götaland   | Västergötland | Ganggrab   |                                                 |                                   |
| 41   | Großsteingrab Segerstad 3         | Falköping, Segerstad         | Västra Götaland   | Västergötland | Ganggrab   |                                                 |                                   |
| 58   | Großsteingrab Segerstad 4         | Falköping, Segerstad         | Västra Götaland   | Västergötland | Ganggrab   |                                                 |                                   |
| 60   | Großsteingrab Segerstad 5         | Falköping, Segerstad         | Västra Götaland   | Västergötland | Ganggrab   |                                                 |                                   |
| 194  | Großsteingrab Segerstad 6         | Falköping, Segerstad         | Västra Götaland   | Västergötland | Ganggrab   |                                                 |                                   |
| 3    | Großsteingrab Skabersjö           | Svedala, Skabersjö           | Skåne län         | Skåne         | Dolmen     |                                                 |                                   |
| 8    | Großsteingrab Skärv 1             | Skara, Skärv                 | Västra Götaland   | Västergötland | Ganggrab   |                                                 |                                   |
| 28   | Großsteingrab Skärv 2             | Skara, Skärv                 | Västra Götaland   | Västergötland | Ganggrab   |                                                 |                                   |
| 40   | Großsteingrab Skärv 3             | Skara, Skärv                 | Västra Götaland   | Västergötland | Ganggrab   |                                                 |                                   |
| 79   | Großsteingrab Skärv 4             | Skara, Skärv                 | Västra Götaland   | Västergötland | Ganggrab   |                                                 |                                   |
| 82   | Großsteingrab Skärv 5             | Skara, Skärv                 | Västra Götaland   | Västergötland | Ganggrab   |                                                 |                                   |
| 83   | Großsteingrab Skärv 6             | Skara, Skärv                 | Västra Götaland   | Västergötland | Ganggrab   |                                                 |                                   |
| 84   | Großsteingrab Skärv 7             | Skara, Skärv                 | Västra Götaland   | Västergötland | Ganggrab   |                                                 |                                   |
| 85   | Großsteingrab Skärv 8             | Skara, Skärv                 | Västra Götaland   | Västergötland | Ganggrab   |                                                 |                                   |
| 147  | Großsteingrab Skee 1              | Strömstad, Skee              | Västra Götaland   | Bohuslän      | Ganggrab   |                                                 | Großsteingrab Skee 1              |
| 173  | Großsteingrab Skee 2              | Strömstad, Skee              | Västra Götaland   | Bohuslän      | Ganggrab   |                                                 |                                   |
| 272  | Großsteingrab Skee 3              | Strömstad, Skee              | Västra Götaland   | Bohuslän      | Dolmen     |                                                 |                                   |
| 506  | Großsteingrab Skee 4              | Strömstad, Skee              | Västra Götaland   | Bohuslän      | Dolmen     |                                                 |                                   |
| 1    | Großsteingrab Skegrie 1           | Trelleborg, Skegrie          | Skåne län         | Skåne         | Dolmen     |                                                 |                                   |
| 2    | Großsteingrab Skegrie 2           | Trelleborg, Skegrie          | Skåne län         | Skåne         | Dolmen     |                                                 | Großsteingrab Skegrie 2           |
| 3a   | Großsteingrab Skegrie 3a          | Trelleborg, Skegrie          | Skåne län         | Skåne         | Dolmen     | Doppelgrab                                      |                                   |
| 3b   | Großsteingrab Skegrie 3b          | Trelleborg, Skegrie          | Skåne län         | Skåne         | Dolmen     | Doppelgrab                                      |                                   |
| 39   | Großsteingrab Skegrie 4           | Trelleborg, Skegrie          | Skåne län         | Skåne         | Dolmen     | bei Bägerfeldt nicht verzeichnet                |                                   |
| 8    | Großsteingrab Skepparslöv 1       | Kristianstad, Skepparslöv    | Skåne län         | Skåne         | Dolmen     | bei Bägerfeldt nicht verzeichnet                |                                   |
| 10   | Großsteingrab Skepparslöv 2       | Kristianstad, Skepparslöv    | Skåne län         | Skåne         | Ganggrab   |                                                 |                                   |
| 81a  | Großsteingrab Skepparslöv 3       | Kristianstad, Skepparslöv    | Skåne län         | Skåne         | Dolmen     | bei Bägerfeldt nicht verzeichnet                |                                   |
| 81b  | Großsteingrab Skepparslöv 4       | Kristianstad, Skepparslöv    | Skåne län         | Skåne         | Dolmen     | bei Bägerfeldt nicht verzeichnet                |                                   |
| 315  | Großsteingrab Skepparslöv 5       | Kristianstad, Skepparslöv    | Skåne län         | Skåne         | Dolmen     | bei Bägerfeldt nicht verzeichnet                |                                   |
| –    | Großsteingrab Skivarp 1           | Skurup, Skivarp              | Skåne län         | Skåne         |            |                                                 |                                   |
| 77   | Großsteingrab Skivarp 2           | Skurup, Skivarp              | Skåne län         | Skåne         | Dolmen     | bei Bägerfeldt nicht verzeichnet                |                                   |
| 80   | Großsteingrab Skivarp 3           | Skurup, Skivarp              | Skåne län         | Skåne         | Dolmen     | bei Bägerfeldt nicht verzeichnet                |                                   |
| 5    | Großsteingrab Skörstorp 1         | Tidaholm, Falköping          | Västra Götaland   | Västergötland | Ganggrab   |                                                 |                                   |
| 6    | Großsteingrab Skörstorp 2         | Tidaholm, Falköping          | Västra Götaland   | Västergötland | Ganggrab   |                                                 |                                   |
| 8    | Großsteingrab Skörstorp 3         | Tidaholm, Falköping          | Västra Götaland   | Västergötland | Ganggrab   |                                                 |                                   |
| 9    | Großsteingrab Skörstorp 4         | Tidaholm, Falköping          | Västra Götaland   | Västergötland | Ganggrab   |                                                 |                                   |
| 13   | Großsteingrab Skörstorp 5         | Tidaholm, Falköping          | Västra Götaland   | Västergötland | Ganggrab   |                                                 |                                   |
| 32   | Großsteingrab Skörstorp 6         | Tidaholm, Falköping          | Västra Götaland   | Västergötland | Ganggrab   |                                                 |                                   |
| 149  | Großsteingrab Skredsvik 1         | Uddevalla, Skredsvik         | Västra Götaland   | Bohuslän      | Dolmen     |                                                 |                                   |
| 154  | Großsteingrab Skredsvik 2         | Uddevalla, Skredsvik         | Västra Götaland   | Bohuslän      | Dolmen     |                                                 |                                   |
| 1    | Großsteingrab Slöta 1             | Falköping, Slöta             | Västra Götaland   | Västergötland |            | Im RAÄ als sonstiges Bodendenkmal geführt       |                                   |
| 10   | Großsteingrab Slöta 2             | Falköping, Slöta             | Västra Götaland   | Västergötland | Ganggrab   |                                                 |                                   |
| 11   | Großsteingrab Slöta 3             | Falköping, Slöta             | Västra Götaland   | Västergötland | Ganggrab   |                                                 |                                   |
| 12   | Großsteingrab Slöta 4             | Falköping, Slöta             | Västra Götaland   | Västergötland | Ganggrab   |                                                 |                                   |
| 14   | Großsteingrab Slöta 5             | Falköping, Slöta             | Västra Götaland   | Västergötland | Ganggrab   |                                                 |                                   |
| 17   | Großsteingrab Slöta 6             | Falköping, Slöta             | Västra Götaland   | Västergötland | Ganggrab   |                                                 |                                   |
| 24   | Großsteingrab Slöta 7             | Falköping, Slöta             | Västra Götaland   | Västergötland | Ganggrab   |                                                 | Großsteingrab Slöta 24            |
| 25   | Großsteingrab Slöta 8             | Falköping, Slöta             | Västra Götaland   | Västergötland | Ganggrab   |                                                 |                                   |
| 26   | Großsteingrab Slöta 9             | Falköping, Slöta             | Västra Götaland   | Västergötland |            | Im RAÄ als Steinkiste geführt                   |                                   |
| 27   | Großsteingrab Slöta 10            | Falköping, Slöta             | Västra Götaland   | Västergötland |            | Im RAÄ als Felsbild geführt                     |                                   |
| 37   | Großsteingrab Slöta 11            | Falköping, Slöta             | Västra Götaland   | Västergötland | Ganggrab   |                                                 |                                   |
| 38   | Großsteingrab Slöta 12            | Falköping, Slöta             | Västra Götaland   | Västergötland | Ganggrab   |                                                 |                                   |
| 40   | Großsteingrab Slöta 13            | Falköping, Slöta             | Västra Götaland   | Västergötland | Ganggrab   | bei Bägerfeldt nicht erwähnt                    |                                   |
| 57   | Großsteingrab Slöta 14            | Falköping, Slöta             | Västra Götaland   | Västergötland | Ganggrab   | bei Bägerfeldt nicht erwähnt                    |                                   |
| 58   | Großsteingrab Slöta 15            | Falköping, Slöta             | Västra Götaland   | Västergötland | Ganggrab   |                                                 |                                   |
| 8    | Großsteingrab Snårestad           | Ystad, Snårestad             | Skåne län         | Skåne         | Dolmen     |                                                 |                                   |
| 31   | Großsteingrab Snöstorp            | Halmstad, Snöstorp           | Hallands län      | Halland       | Ganggrab   |                                                 | Großsteingrab Snöstorp            |
| 3    | Großsteingrab Södervidinge 1      | Kävlinge, Södervidinge       | Skåne län         | Skåne         | Ganggrab   |                                                 |                                   |
| 8    | Großsteingrab Södervidinge 2      | Kävlinge, Södervidinge       | Skåne län         | Skåne         | Dolmen     | bei Bägerfeldt nicht verzeichnet                |                                   |
| 9    | Großsteingrab Södervidinge 3      | Kävlinge, Södervidinge       | Skåne län         | Skåne         | Dolmen     | bei Bägerfeldt nicht verzeichnet                |                                   |
| 11   | Großsteingrab Södervidinge 4      | Kävlinge, Södervidinge       | Skåne län         | Skåne         | Ganggrab   |                                                 |                                   |
| 2    | Großsteingrab Södra Åkarp 1       | Vellinge, Södra Åkarp        | Skåne län         | Skåne         | Dolmen     |                                                 | Großsteingrab Södra Åkarp 1       |
| 6    | Großsteingrab Södra Åkarp 2       | Vellinge, Södra Åkarp        | Skåne län         | Skåne         | Dolmen     |                                                 |                                   |
| 2    | Großsteingrab Södra Kyrketorp 1   | Falköping, Södra Kyrketorp   | Västra Götaland   | Västergötland | Ganggrab   |                                                 |                                   |
| 6    | Großsteingrab Södra Kyrketorp 2   | Falköping, Södra Kyrketorp   | Västra Götaland   | Västergötland | Ganggrab   |                                                 |                                   |
| 7    | Großsteingrab Södra Kyrketorp 3   | Falköping, Södra Kyrketorp   | Västra Götaland   | Västergötland | Ganggrab   |                                                 |                                   |
| 11   | Großsteingrab Södra Kyrketorp 4   | Falköping, Södra Kyrketorp   | Västra Götaland   | Västergötland | Ganggrab   |                                                 |                                   |
| 12   | Großsteingrab Södra Kyrketorp 5   | Falköping, Södra Kyrketorp   | Västra Götaland   | Västergötland | Ganggrab   |                                                 |                                   |
| 13   | Großsteingrab Södra Kyrketorp 6   | Falköping, Södra Kyrketorp   | Västra Götaland   | Västergötland | Ganggrab   |                                                 |                                   |
| 24   | Großsteingrab Södra Kyrketorp 7   | Falköping, Södra Kyrketorp   | Västra Götaland   | Västergötland |            | Im RAÄ als sonstiges Bodendenkmal geführt       |                                   |
| 32   | Großsteingrab Södra Kyrketorp 8   | Falköping, Södra Kyrketorp   | Västra Götaland   | Västergötland |            | Im RAÄ als Steinsetzung geführt                 |                                   |
| 25   | Großsteingrab Sörby               | Falköping, Sörby             | Västra Götaland   | Västergötland | Ganggrab   |                                                 |                                   |
| 81   | Großsteingrab Stala 1             | Orust, Stala                 | Västra Götaland   | Bohuslän      | Dolmen     |                                                 | Großsteingrab Stala 1             |
| 86   | Großsteingrab Stala 2             | Orust, Stala                 | Västra Götaland   | Bohuslän      | Dolmen     |                                                 | Großsteingrab Stala 2             |
| 3    | Großsteingrab Stångby             | Lund, Stångby                | Skåne län         | Skåne         | Dolmen     |                                                 |                                   |
| 9    | Großsteingrab Stenstorp 1         | Falköping, Stenstorp         | Västra Götaland   | Västergötland | Ganggrab   |                                                 |                                   |
| 13   | Großsteingrab Stenstorp 2         | Falköping, Stenstorp         | Västra Götaland   | Västergötland | Ganggrab   |                                                 |                                   |
| 36   | Großsteingrab Stenstorp 3         | Falköping, Stenstorp         | Västra Götaland   | Västergötland | Ganggrab   |                                                 |                                   |
| 39   | Großsteingrab Stenstorp 4         | Falköping, Stenstorp         | Västra Götaland   | Västergötland | Ganggrab   |                                                 |                                   |
| 46   | Großsteingrab Stenstorp 5         | Falköping, Stenstorp         | Västra Götaland   | Västergötland |            | Im RAÄ als Steinkiste geführt                   |                                   |
| –    | Großsteingrab Stiby               | Simrishamn, Stiby            | Skåne län         | Skåne         |            |                                                 |                                   |
| 1    | Großsteingrab Stora Harrie 1      | Kävlinge, Stora Harrie       | Skåne län         | Skåne         | Dolmen     |                                                 |                                   |
| 7    | Großsteingrab Stora Harrie 2      | Kävlinge, Stora Harrie       | Skåne län         | Skåne         | Dolmen     |                                                 | Großsteingrab Stora Harrie 2      |
| 20   | Großsteingrab Stora Köpinge 1     | Ystad, Stora Köpinge         | Skåne län         | Skåne         | Dolmen     |                                                 |                                   |
| 45   | Großsteingrab Stora Köpinge 2     | Ystad, Stora Köpinge         | Skåne län         | Skåne         | Dolmen     |                                                 |                                   |
| –    | Großsteingrab Stora Köpinge 3     | Ystad, Stora Köpinge         | Skåne län         | Skåne         | Dolmen     |                                                 |                                   |
| 22   | Großsteingrab Stenkyrka 1         | Tjörn, Stenkyrka             | Västra Götaland   | Bohuslän      | Ganggrab   |                                                 |                                   |
| 110  | Großsteingrab Stenkyrka 2         | Tjörn, Stenkyrka             | Västra Götaland   | Bohuslän      | Ganggrab   |                                                 |                                   |
| 222  | Großsteingrab Stenkyrka 3         | Tjörn, Stenkyrka             | Västra Götaland   | Bohuslän      | Ganggrab   |                                                 |                                   |
| 117  | Großsteingrab Svenneby 1          | Tanum, Svenneby              | Västra Götaland   | Bohuslän      | Dolmen     |                                                 |                                   |
| 118  | Großsteingrab Svenneby 2          | Tanum, Svenneby              | Västra Götaland   | Bohuslän      | Dolmen     |                                                 | Großsteingrab Svenneby 2          |
| 137  | Großsteingrab Svenneby 3          | Tanum, Svenneby              | Västra Götaland   | Bohuslän      | Ganggrab   |                                                 |                                   |
| 138  | Großsteingrab Svenneby 4          | Tanum, Svenneby              | Västra Götaland   | Bohuslän      | Dolmen     |                                                 |                                   |
| 206  | Großsteingrab Tanum 1             | Tanum, Tanum                 | Västra Götaland   | Bohuslän      | Ganggrab   |                                                 | Großsteingrab Tanum 1             |
| 579  | Großsteingrab Tanum 2             | Tanum, Tanum                 | Västra Götaland   | Bohuslän      | Dolmen     |                                                 | Großsteingrab Tanum 2             |
| 581  | Großsteingrab Tanum 3             | Tanum, Tanum                 | Västra Götaland   | Bohuslän      | Dolmen     |                                                 |                                   |
| 18   | Großsteingrab Tegneby 1           | Orust, Tegneby               | Västra Götaland   | Bohuslän      | Ganggrab   |                                                 |                                   |
| 28   | Großsteingrab Tegneby 2           | Orust, Tegneby               | Västra Götaland   | Bohuslän      | Ganggrab   |                                                 | Großsteingrab Tegneby 2           |
| 33   | Großsteingrab Tegneby 3           | Orust, Tegneby               | Västra Götaland   | Bohuslän      |            |                                                 |                                   |
| 54   | Großsteingrab Tegneby 4           | Orust, Tegneby               | Västra Götaland   | Bohuslän      | Ganggrab   |                                                 |                                   |
| 55   | Großsteingrab Tegneby 5           | Orust, Tegneby               | Västra Götaland   | Bohuslän      |            |                                                 |                                   |
| 84   | Großsteingrab Tegneby 6           | Orust, Tegneby               | Västra Götaland   | Bohuslän      | Dolmen     |                                                 |                                   |
| 103  | Großsteingrab Tegneby 7           | Orust, Tegneby               | Västra Götaland   | Bohuslän      | Dolmen     |                                                 |                                   |
| 111  | Großsteingrab Tegneby 8           | Orust, Tegneby               | Västra Götaland   | Bohuslän      | Ganggrab   |                                                 |                                   |
| 117  | Großsteingrab Tegneby 9           | Orust, Tegneby               | Västra Götaland   | Bohuslän      | Ganggrab   |                                                 |                                   |
| 131  | Großsteingrab Tegneby 10          | Orust, Tegneby               | Västra Götaland   | Bohuslän      | Ganggrab   |                                                 |                                   |
| 136  | Großsteingrab Tegneby 11          | Orust, Tegneby               | Västra Götaland   | Bohuslän      |            |                                                 |                                   |
| 146  | Großsteingrab Tegneby 12          | Orust, Tegneby               | Västra Götaland   | Bohuslän      | Ganggrab   |                                                 |                                   |
| 166  | Großsteingrab Tegneby 13          | Orust, Tegneby               | Västra Götaland   | Bohuslän      | Dolmen     |                                                 |                                   |
| 168  | Großsteingrab Tegneby 14          | Orust, Tegneby               | Västra Götaland   | Bohuslän      |            |                                                 |                                   |
| 401  | Großsteingrab Tegneby 15          | Orust, Tegneby               | Västra Götaland   | Bohuslän      | Ganggrab   |                                                 |                                   |
| 1    | Großsteingrab Tiarp 1             | Falköping, Tiarp             | Västra Götaland   | Västergötland | Ganggrab   |                                                 |                                   |
| 3    | Großsteingrab Tiarp 2             | Falköping, Tiarp             | Västra Götaland   | Västergötland | Ganggrab   |                                                 |                                   |
| 6    | Großsteingrab Tiarp 3             | Falköping, Tiarp             | Västra Götaland   | Västergötland | Ganggrab   |                                                 |                                   |
| 14   | Großsteingrab Tofta 1             | Gotland, Tofta               | Gotlands län      | Gotland       |            | Im RAÄ als Steinsetzung geführt                 |                                   |
| 27   | Großsteingrab Tofta 2             | Gotland, Tofta               | Gotlands län      | Gotland       |            | Im RAÄ als Steinsetzung geführt                 |                                   |
| 1    | Großsteingrab Torbjörnstorp 1     | Falköping, Torbjörnstorp     | Västra Götaland   | Västergötland | Ganggrab   |                                                 |                                   |
| 4    | Großsteingrab Torbjörnstorp 2     | Falköping, Torbjörnstorp     | Västra Götaland   | Västergötland | Ganggrab   |                                                 |                                   |
| 5    | Großsteingrab Torbjörnstorp 3     | Falköping, Torbjörnstorp     | Västra Götaland   | Västergötland | Ganggrab   |                                                 |                                   |
| 12   | Großsteingrab Torbjörnstorp 4     | Falköping, Torbjörnstorp     | Västra Götaland   | Västergötland | Ganggrab   |                                                 |                                   |
| 15   | Großsteingrab Torbjörnstorp 5     | Falköping, Torbjörnstorp     | Västra Götaland   | Västergötland | Ganggrab   |                                                 |                                   |
| 21   | Großsteingrab Torbjörnstorp 6     | Falköping, Torbjörnstorp     | Västra Götaland   | Västergötland | Ganggrab   |                                                 |                                   |
| 22   | Großsteingrab Torbjörnstorp 7     | Falköping, Torbjörnstorp     | Västra Götaland   | Västergötland | Ganggrab   |                                                 |                                   |
| 57   | Großsteingrab Torbjörnstorp 8     | Falköping, Torbjörnstorp     | Västra Götaland   | Västergötland | Ganggrab   |                                                 |                                   |
| 73   | Großsteingrab Torbjörnstorp 9     | Falköping, Torbjörnstorp     | Västra Götaland   | Västergötland | Ganggrab   | bei Bägerfeldt nicht verzeichnet                |                                   |
| 9    | Großsteingrab Torp                | Orust, Torp                  | Västra Götaland   | Bohuslän      | Dolmen     |                                                 |                                   |
| –    | Großsteingrab Torpa               | Kungsör, Torpa               | Västmanlands län  | Södermanland  |            |                                                 |                                   |
| 116  | Großsteingrab Torsby              | Kungälv, Torsby              | Västra Götaland   | Bohuslän      | Dolmen     |                                                 |                                   |
| 157  | Großsteingrab Tossene 1           | Sotenäs, Tossene             | Västra Götaland   | Bohuslän      | Ganggrab   |                                                 | Großsteingrab Tossene 1           |
| 162  | Großsteingrab Tossene 2           | Sotenäs, Tossene             | Västra Götaland   | Bohuslän      | Dolmen     |                                                 |                                   |
| 210  | Großsteingrab Tossene 3           | Sotenäs, Tossene             | Västra Götaland   | Bohuslän      | Ganggrab   |                                                 |                                   |
| 211  | Großsteingrab Tossene 4           | Sotenäs, Tossene             | Västra Götaland   | Bohuslän      | Dolmen     |                                                 |                                   |
| 268  | Großsteingrab Tossene 5           | Sotenäs, Tossene             | Västra Götaland   | Bohuslän      | Dolmen     |                                                 |                                   |
| 29   | Großsteingrab Träslöv 1           | Varberg, Träslöv             | Hallands län      | Halland       | Dolmen     |                                                 | Großsteingrab Träslöv 1           |
| 37   | Großsteingrab Träslöv 2           | Varberg, Träslöv             | Hallands län      | Halland       | Dolmen     |                                                 | Großsteingrab Träslöv 2           |
| 4    | Großsteingrab Tygelsjö            | Malmö, Tygelsjö              | Skåne län         | Skåne         | Dolmen     |                                                 | Großsteingrab Tygelsjö            |
| 15   | Großsteingrab Uppåkra             | Staffanstorp, Uppåkra        | Skåne län         | Skåne         | Dolmen     |                                                 |                                   |
| 15   | Großsteingrab Valla 1             | Tjörn, Valla                 | Västra Götaland   | Bohuslän      | Dolmen     |                                                 | Großsteingrab Valla 1             |
| 27   | Großsteingrab Valla 2             | Tjörn, Valla                 | Västra Götaland   | Bohuslän      | Ganggrab   |                                                 |                                   |
| 50   | Großsteingrab Valla 3             | Tjörn, Valla                 | Västra Götaland   | Bohuslän      | Ganggrab   |                                                 |                                   |
| 98   | Großsteingrab Valla 4             | Tjörn, Valla                 | Västra Götaland   | Bohuslän      | Ganggrab   |                                                 |                                   |
| –    | Großsteingrab Valleberga 1        | Ystad, Valleberga            | Skåne län         | Skåne         |            |                                                 |                                   |
| 47   | Großsteingrab Valleberga 2        | Ystad, Valleberga            | Skåne län         | Skåne         | Dolmen     | bei Bägerfeldt nicht verzeichnet                |                                   |
| 154  | Großsteingrab Valleberga 3        | Ystad, Valleberga            | Skåne län         | Skåne         | Dolmen     | bei Bägerfeldt nicht verzeichnet                |                                   |
| 37   | Großsteingrab Vallkärra           | Lund, Vallkärra              | Skåne län         | Skåne         | Dolmen     |                                                 |                                   |
| 8    | Großsteingrab Valstad 1           | Tidaholm, Valstad            | Västra Götaland   | Västergötland | Ganggrab   |                                                 |                                   |
| 9    | Großsteingrab Valstad 2           | Tidaholm, Valstad            | Västra Götaland   | Västergötland | Ganggrab   |                                                 |                                   |
| 1    | Großsteingrab Valtorp 1           | Falköping, Valtorp           | Västra Götaland   | Västergötland | Ganggrab   |                                                 |                                   |
| 2    | Großsteingrab Valtorp 2           | Falköping, Valtorp           | Västra Götaland   | Västergötland | Ganggrab   |                                                 | Großsteingrab Valtorp 2           |
| 3    | Großsteingrab Valtorp 3           | Falköping, Valtorp           | Västra Götaland   | Västergötland | Ganggrab   |                                                 |                                   |
| 1    | Großsteingrab Valtorp 4           | Falköping, Valtorp           | Västra Götaland   | Västergötland | Ganggrab   |                                                 |                                   |
| 11   | Großsteingrab Valtorp 5           | Falköping, Valtorp           | Västra Götaland   | Västergötland | Ganggrab   |                                                 |                                   |
| 45   | Großsteingrab Valtorp 6           | Falköping, Valtorp           | Västra Götaland   | Västergötland | Ganggrab   | bei Bägerfeldt nicht verzeichnet                |                                   |
| 14a  | Großsteingrab Vårkumla 1          | Falköping, Vårkumla          | Västra Götaland   | Västergötland | Ganggrab   |                                                 | Großsteingrab Vårkumla 1          |
| 14b  | Großsteingrab Vårkumla 2          | Falköping, Vårkumla          | Västra Götaland   | Västergötland | Ganggrab   | bei Bägerfeldt nicht verzeichnet                | Großsteingrab Vårkumla 2          |
| 16   | Großsteingrab Vårkumla 3          | Falköping, Vårkumla          | Västra Götaland   | Västergötland | Ganggrab   |                                                 |                                   |
| 17   | Großsteingrab Vårkumla 4          | Falköping, Vårkumla          | Västra Götaland   | Västergötland | Ganggrab   |                                                 |                                   |
| 26   | Großsteingrab Vårkumla 5          | Falköping, Vårkumla          | Västra Götaland   | Västergötland | Ganggrab   |                                                 |                                   |
| 29   | Großsteingrab Vårkumla 6          | Falköping, Vårkumla          | Västra Götaland   | Västergötland | Ganggrab   |                                                 |                                   |
| 45   | Großsteingrab Vårkumla 7          | Falköping, Vårkumla          | Västra Götaland   | Västergötland | Ganggrab   |                                                 |                                   |
| 115  | Großsteingrab Varnhem 1           | Skara, Varnhem               | Västra Götaland   | Västergötland | Ganggrab   |                                                 |                                   |
| 120  | Großsteingrab Varnhem 2           | Skara, Varnhem               | Västra Götaland   | Västergötland | Ganggrab   |                                                 |                                   |
| 8    | Großsteingrab Vartofta-Åsaka 1    | Falköping, Vartofta-Åsaka    | Västra Götaland   | Västergötland | Ganggrab   |                                                 |                                   |
| 41   | Großsteingrab Vartofta-Åsaka 2    | Falköping, Vartofta-Åsaka    | Västra Götaland   | Västergötland | Ganggrab   |                                                 |                                   |
| 75   | Großsteingrab Vartofta-Åsaka 3    | Falköping, Näs               | Västra Götaland   | Västergötland | Ganggrab   | bei Bägerfeldt nicht verzeichnet                |                                   |
| 3a   | Großsteingrab Västra Hoby 1       | Lund, Västra Hoby            | Skåne län         | Skåne         |            |                                                 |                                   |
| 3b   | Großsteingrab Västra Hoby 2       | Lund, Västra Hoby            | Skåne län         | Skåne         |            |                                                 | Großsteingrab Västra Hoby 2       |
| 4    | Großsteingrab Västra Hoby 3       | Lund, Västra Hoby            | Skåne län         | Skåne         | Dolmen     |                                                 | Großsteingrab Västra Hoby 3       |
| –    | Großsteingrab Västra Karaby       | Kävlinge, Västra Karaby      | Skåne län         | Skåne         |            |                                                 |                                   |
| 12   | Großsteingrab Västra Tollstad 1   | Ödeshög, Västra Tollstad     | Östergötlands län | Östergötland  | Dolmen     |                                                 |                                   |
| 24   | Großsteingrab Västra Tollstad 2   | Ödeshög, Västra Tollstad     | Östergötlands län | Östergötland  |            |                                                 |                                   |
| 7    | Großsteingrab Västra Vemmerlöv    | Trelleborg, Västra Vemmerlöv | Skåne län         | Skåne         | Dolmen     |                                                 |                                   |
| 24   | Großsteingrab Veddinge            | Varberg, Veddinge            | Hallands län      | Halland       | Ganggrab   |                                                 |                                   |
| 31   | Großsteingrab Veinge 1            | Laholm, Veinge               | Hallands län      | Halland       |            |                                                 |                                   |
| 64   | Großsteingrab Veinge 2            | Laholm, Veinge               | Hallands län      | Halland       |            |                                                 | Großsteingrab Veinge 2            |
| 58   | Großsteingrab Vilske-Kleva        | Falköping, Vilske-Kleva      | Västra Götaland   | Västergötland | Ganggrab   |                                                 | Großsteingrab Vilske-Kleva        |
| 28   | Großsteingrab Vinslöv 1           | Hässleholm, Vinslöv          | Skåne län         | Skåne         | Dolmen     |                                                 |                                   |
| 29   | Großsteingrab Vinslöv 2           | Hässleholm, Vinslöv          | Skåne län         | Skåne         | Dolmen     |                                                 |                                   |
| 23   | Großsteingrab Vitaby 1            | Simrishamn, Vitaby           | Skåne län         | Skåne         | Dolmen     |                                                 |                                   |
| 25   | Großsteingrab Vitaby 2            | Simrishamn, Vitaby           | Skåne län         | Skåne         | Dolmen     | bei Bägerfeldt nicht verzeichnet                |                                   |
| –    | Großsteingrab Vitaby 3            | Simrishamn, Vitaby           | Skåne län         | Skåne         |            |                                                 |                                   |
| 21   | Großsteingrab Yllestad            | Falköping, Yllestad          | Västra Götaland   | Västergötland | Ganggrab   |                                                 |                                   |